# Torreforta
Torreforta es un barrio periférico del municipio de Tarragona, situado a unos 2,5 km del centro de la ciudad.

## Situación
Limita con otros barrios de la ciudad de Tarragona, al norte; barrio de la Granja, al oeste; con Campo Claro y al sur con Icomar.
El barrio de Torreforta está situado entre las carreteras de Valencia (N-340a) en el sur y de Reus (T-11) al norte. Por el este, limita con el barrio de Riuclar, del que lo separa el arroyo del mismo nombre, y por el oeste, con los barrios de Campo Claro y la Granja.

## Servicios
Torreforta tiene un instituto, el Instituto Torreforta (público) y tres colegios el colegio La Salle Torreforta (concertado), el Gual Villalbí (público) y el Mare de Déu dels Angels (público)  y un centro de salud inaugurado en 1987, gestionado por CatSalut. También cuenta con un centro cívico con biblioteca, ludoteca, sala de informática y un teatro. Dispone de varios locales como bares, peluquerías, panadería además de un supermercado BonÀrea y un Supermercado DIA e incluso cuenta con un mercado central con pescadería, carnicería y frutería.

## Historia
El nombre del barrio tiene su origen en una antigua torre de vigilancia del siglo XVII conocida como la Torre Forta (Torre Fuerte), que aún se conserva. Las primeras edificaciones del barrio son de 1946.
https://vavel.media/es/2017/08/22/historia/819761-la-torre-forta.html

## Tradiciones
Desde 1980, todos los sábados por la mañana entre la calle Riu Glorieta y la calle Amposta hacen un mercadillo de ropa y alimentación.

## Transporte
Las líneas 3, 6 y 54 de la Empresa Municipal de Transportes de Tarragona (EMTT), conectan el centro de Tarragona con el barrio, ya que éste está separado del centro de la ciudad por una zona sin edificar junto al río Francolí.

## CDC Torreforta
El Club Deportivo Cultural de Fútbol Torreforta es un equipo de fútbol tarraconense fundado en 1957, que juega en la Tercera División Catalana en el grupo 3.